# Tadeusz Juśkiewicz
Tadeusz Juśkiewicz (ur. 28 maja 1939 w Pątnowie, zm. 27 stycznia 1985) – polski stolarz i polityk, poseł na Sejm PRL VIII kadencji.

## Życiorys
Urodzony w rodzinie robotniczej. Posiadał wykształcenie średnie zawodowe. Od 1953 pracował w Cukrowni Gosławice, gdzie zdobył zawód stolarza, a w latach 1963–1967 w przedsiębiorstwie „Beton-Stal” przy budowie elektrowni Pątnów. Następnie był stolarzem-brygadzistą w Hucie Aluminium „Konin”. Członek Polskiej Zjednoczonej Partii Robotniczej od 1961. Pełnił funkcje członka egzekutywy Komitetu Zakładowego PZPR, członka Komitetu Miejskiego PZPR w Koninie oraz ławnika w sądzie.
Wybrany w 1980 na posła na Sejm PRL VIII kadencji z okręgu Konin. Zasiadał w Komisji Budownictwa i Przemysłu Materiałów Budowlanych oraz Komisji Pracy i Spraw Socjalnych. Pełnił funkcję przewodniczącego Wojewódzkiego Zespołu Poselskiego w Koninie. Zmarł w trakcie kadencji, pochowany został na Cmentarzu Komunalnym w Koninie.

## Odznaczenia
- Krzyż Kawalerski Orderu Odrodzenia Polski (pośmiertnie)
- Złoty Krzyż Zasługi
- Srebrny Krzyż Zasługi
- Medal 40-lecia Polski Ludowej
- Odznaka honorowa „Za Zasługi w Rozwoju Województwa Poznańskiego”
- Odznaka honorowa „Za Zasługi w Rozwoju Województwa Konińskiego”